# Hemliga beundrare
Hemliga beundrare är ett svenskt dejtingprogram vars första säsong hade premiär i januari 2018 på TV3 och Viafree. Programmet har sedan förnyats i flera omgångar. Säsong 2 hade premiär 3 september 2018, säsong 3 hade premiär 25 mars 2019. Säsong 4 hade sin sändningspremiär på TV3 27 augusti 2019. Malin Gramer var programledare fram till år 2020 då Margaux Dietz tog över rollen.  
I serien får tittarna följa personer som efter att ha beundrat någon på avstånd under lång tid, till slut vågar ta steget att bjuda den de beundrat på en dejt. 
1 oktober 2019 hade uppföljningsprogrammet Hemliga beundrare - Vad hände sen? premiär på Viafree.